# Vorherbestimmte Variable
In der Ökonometrie und dort insbesondere in simultanen Gleichungsmodellen ist eine vorherbestimmte Variable, auch prädeterminierte Variable genannt, eine Variable, die außerhalb des Modells bestimmt bzw. determiniert wurde. In ökonometrischen Modellen impliziert dies bei einer verzögerten Variablen, dass der Störterm der aktuellen Periode mit den aktuellen oder verzögerten Werten der vorherbestimmten Variablen unkorreliert ist, aber mit den zukünftigen Werten korreliert sein könnte (partiell unabhängige stochastische Regressoren). Diese Einschränkung ist schwächer als die der strikten Exogenität, welche voraussetzt, dass die Variable mit vergangenen gegenwärtigen und zukünftigen Werten unkorreliert ist.
Für statistische Zwecke ist die Unterscheidung zwischen gemeinsam abhängigen und vorherbestimmten Variablen wichtig. Ein Beispiel für vorherbestimmte Variablen sind verzögerte exogene oder verzögerte endogene Variablen.

## Klassifikation
Zu den vorherbestimmten Variablen gehören:
- nichtverzögerte exogene Variablen
- verzögerte exogene Variablen
- verzögerte endogene Variablen

Die nichtverzögerten exogenen Variablen können als vorherbestimmte Variablen klassifiziert werden, da exogene Variablen per Definition außerhalb des Modells bestimmt werden. Die verzögerten exogenen Variablen werden ebenfalls außerhalb des Modells und zu einem vorherigen Zeitpunkt erklärt und sind daher vorherbestimmt. Bei den verzögerten endogenen Variablen ergibt sich die Vorherbestimmtheit lediglich dadurch, dass sie in einer vorherigen Periode erklärt werden, nicht jedoch in der aktuellen Periode t.